# Kyrkslätts kommunvapen

Kyrkslätts vapen

Kyrkslätts kommunvapen utformades för Kyrkslätts kommun av A.W. Rancken.
Förutom vapnet använder kommunen också en logga med ett fyrtorn och kommunens namn på finska och svenska. Det finns också en vimpel för kommunen.

## Blasonering
Blasonering: "Medelst en vågskura delad sköld av blått, vari ett svävande grekiskt kors av guld, samt av silver, vari en blå båt."